# Европско првенство у атлетици у дворани 2013 — 800 метара за жене
Такмичење у трчању на 800 метара у женској конкуренцији на Европском првенству у атлетици у дворани 2013. у Гетеборгу је одржано од 1. до 3. марта у спортској дворани Скандинавијум.
Титулу освојену 2011. у Паризу, бранила је Џенифер Медоус из Уједињеног Краљевства.
На такмичењу је постигнуто 5 личних рекорда а 6 такмичарки су поправиле најбоље личне резултате у сезони.

## Земље учеснице
Учествовало је 16 атлетичарки из 14 земаља.
| - Албанија (1) - Белорусија (1) - Бугарска (1) - Чешка (1) - Гибралтар (1) | - Уједињено Краљевство (1) - Исланд (1) - Ирска (2) - Италија (1) - Пољска (1) | - Русија (1) - Словачка (1) - Швајцарска (1) - Украјина (2) |

## Рекорди
| Рекорди пре почетка Европског првенства 2013. | Рекорди пре почетка Европског првенства 2013. | Рекорди пре почетка Европског првенства 2013. | Рекорди пре почетка Европског првенства 2013. | Рекорди пре почетка Европског првенства 2013. | Рекорди пре почетка Европског првенства 2013. |
| --------------------------------------------- | --------------------------------------------- | --------------------------------------------- | --------------------------------------------- | --------------------------------------------- | --------------------------------------------- |
| Светски рекорд                                | Јоланда Чеплак                                | Словенија                                     | 1:55,82                                       | Беч, Аустрија                                 | 10. фебруар 2008.                             |
| Европски рекорд                               | Јоланда Чеплак                                | Словенија                                     | 1:55,82                                       | Беч, Аустрија                                 | 10. фебруар 2008.                             |
| Рекорди европских првенстава                  | Јоланда Чеплак                                | Словенија                                     | 1:55,82                                       | Беч, Аустрија                                 | 10. фебруар 2008.                             |
| Најбољи светски резултат сезоне у дворани     | Јекатерина Купина                             | Русија                                        | 1:59,58                                       | Белгород, Русија                              | 3. фебруар 2013                               |
| Најбољи европски резултат сезоне у дворани    | Јекатерина Купина                             | Русија                                        | 1:59,58                                       | Белгород, Русија                              | 3. фебруар 2013                               |

### Најбољи европски резултати у 2013. години
Десет најбољих европских такмичарки на 800 метара у дворани 2013. године пре почетка првенства (1. марта 2013), имале су следећи пласман на европској и светској ранг листи. (СРЛ)
| 1  | Јекатерина Купина     | Русија | 1:59,58 | 3. фебруар  | 1. СРЛ  |
| 2  | Алена Глазкова        | Русија | 2:00,31 | 12. фебруар | 2. СРЛ  |
| 3  | Светлана Подосено     | Русија | 2:00,32 | 12. фебруар | 3. СРЛ  |
| 4  | Јелена Котулска       | Русија | 2:00,90 | 12. фебруар | 4. СРЛ  |
| 5  | Марина Поспелова      | Русија | 2:00,97 | 12. фебруар | 5. СРЛ  |
| 6  | Ајвика Маланова       | Русија | 2:01,32 | 12. фебруар | 6. СРЛ  |
| 7  | Јекатерина Поистогова | Русија | 2:01,43 | 12. фебруар | 7. СРЛ  |
| 8  | Олга Лавова           | Русија | 2:01,56 | 12. фебруар | 8. СРЛ  |
| 9  | Светлана Черкасова    | Русија | 2:01,66 | 12. фебруар | 9. СРЛ  |
| 10 | Јелена Собољева       | Русија | 2:01,93 | 12. фебруар | 10. СРЛ |

Такмичарке чија су имена подебљана учествују на ЕП 2013.

## Сатница
| Датум         | Време | Коло          |
| ------------- | ----- | ------------- |
| 1. март 2013  | 17:40 | Квалификације |
| 2. март 2013  | 17:30 | Полуфинале    |
| 3. март 2013. | 12:48 | Финале        |

## Освајачи медаља
|                         |                         |                               |
| Наталија Лупу, Украјина | Јелена Котулска, Русија | Марина Арзамасава, Белорусија |

## Резултати

### Квалификације
Атлетичарке су били подељене у три групе. За финале су се директно квалификовале по 3 првопласиране из све три групе (КВ) и још три према постигнутом резултату (кв).
| Место | Група | Атлетичарка          | Земља                | ЛР      | ЛРС     | Резултат | Белешка    |
| ----- | ----- | -------------------- | -------------------- | ------- | ------- | -------- | ---------- |
| 1     | 1     | Јелена Котулска      | Русија               | 1:59,63 | 2:00,90 | 2:02,35  | КВ         |
| 2     | 1     | Наталија Лупу        | Украјина             | 1:59,67 | 2:04,10 | 2:02,55  | КВ, ЛРС    |
| 3     | 1     | Џенифер Медоус       | Уједињено Краљевство | 1:58,43 | 2:02,86 | 2:02,88  | КВ         |
| 4     | 1     | Селина Бихел         | Швајцарска           | 2:02,83 | 2:02,83 | 2:03,24  | кв         |
| 5     | 3     | Роуз-Ен Галиган      | Ирска                | 2:03,39 | 2:03,39 | 2:03,62  | КВ         |
| 6     | 3     | Олга Љахова          | Украјина             | 2:02,25 | 2:02,25 | 2:04,12  | КВ         |
| 7     | 2     | Ciara Everard        | Ирска                | 2:02,54 | 2:02,54 | 2:04,33  | КВ         |
| 8     | 1     | Теодора Коларова     | Бугарска             | 2:00,07 | 2:04,52 | 2:04,53  | кв         |
| 9     | 3     | Анита Хинриксдотир   | Исланд               | 2:03,27 | 2:03,27 | 2:04,72  | КВ         |
| 10    | 2     | Марина Арзамасава    | Белорусија           | 2:01,13 | 2:02,20 | 2:04,77  | КВ         |
| 11    | 2     | Ленка Масна          | Чешка                | 2:01,85 | 2:03,15 | 2:04.87  | КВ         |
| 12    | 3     | Паула Хабовстијакова | Словачка             | 2:06,46 | 8:06,46 | 2:04.93  | кв, ЛР     |
| 13    | 2     | Ана Ростковска       | Пољска               | 2:03,67 | 2:03,67 | 2:05,95  |            |
| -     | 2     | Марта Милани         | Италија              | 2:05,32 | 2:05,32 | Диск.    | Чл. 163.3b |
| -     | 3     | Љуиза Гега           | Албанија             | 2:02,27 | 2:02,27 | Диск.    | Чл. 163.3b |
| -     | 3     | Ким Баљето           | Гибралтар            |         |         | НЗ       |            |

### Полуфинале
За финале су се директно пласирале по три првопласиране такмичеарке из обе полуфиналне групе (КВ).
| Место | Група | Атлетичарка          | Земља                | Резул.  | Бел.    |
| ----- | ----- | -------------------- | -------------------- | ------- | ------- |
| 1     | 1     | Џенифер Медоус       | Уједињено Краљевство | 2:01,02 | КВ, ЛРС |
| 2     | 1     | Марина Арзамасава    | Белорусија           | 2:01,22 | КВ, ЛРС |
| 3     | 1     | Олга Љахова          | Украјина             | 2:01.32 | КВ, ЛР  |
| 4     | 1     | Селина Бихел         | Швајцарска           | 2:01,64 | ЛР      |
| 5     | 1     | Роуз-Ен Галиган      | Ирска                | 2:02,84 | ЛР      |
| 6     | 2     | Јелена Котулска      | Русија               | 2:03,05 | КВ      |
| 7     | 2     | Наталија Лупу        | Украјина             | 2:03,26 | КВ      |
| 8     | 2     | Ciara Everard        | Ирска                | 2:03,40 | КВ      |
| 9     | 2     | Ленка Масна          | Чешка                | 2:03.40 |         |
| 10    | 1     | Теодора Коларова     | Бугарска             | 2:03,65 | ЛРС     |
| 11    | 2     | Анита Хинриксдотир   | Исланд               | 2:04,72 |         |
| 12    | 2     | Паула Хабовстијакова | Словачка             | 2:06,37 |         |

### Финале
Финале је одржано у 11:45.
| Место | Атлетичарка       | Земља                | Резул.  | Бел. |
| ----- | ----------------- | -------------------- | ------- | ---- |
|       | Наталија Лупу     | Украјина             | 2:00,26 | ЛРС  |
|       | Јелена Котулска   | Русија               | 2:00,98 |      |
|       | Марина Арзамасава | Белорусија           | 2:01,21 | ЛРС  |
| 4     | Џенифер Медоус    | Уједињено Краљевство | 2:01,52 |      |
| 5     | Олга Љахова       | Украјина             | 2:02,12 |      |
| 6     | Ciara Everard     | Ирска                | 2:02,55 |      |

#### Пролазна времена
200 м — 28,72 Џенифер Медоус (Уједињено Краљевство)
400 м — 59,29 Џенифер Медоус (Уједињено Краљевство)
600 м — 1:30,32 Џенифер Медоус (Уједињено Краљевство)